# Cantonul Roybon
Cantonul Roybon este un canton din arondismentul Grenoble, departamentul Isère, regiunea Rhône-Alpes, Franța.

## Comune
- Beaufort
- Châtenay
- Lentiol
- Marcilloles
- Marcollin
- Marnans
- Montfalcon
- Roybon (reședință)
- Saint-Clair-sur-Galaure
- Thodure
- Viriville